# ムンクイトマキエイ
ムンクイトマキエイ（学名：Mobula munkiana）は、イトマキエイ科に分類されるエイの一種。英名からムンクスデビルレイとも呼ばれる。近縁のヒメイトマキエイやイトマキエイと混同されることが多い。イトマキエイ属の最小種だが、その分非常に素早いため、天敵はシャチと人間以外に知られていない。数千匹が集まって巨大な群れを形成し、空中に飛び出す姿が良く知られている。この行動は交尾を始めるきっかけなど、何らかの生態的な意義があると考えられている。

## 分類と名称
1987年にイタリアの生態学者であるGiuseppe Notarbartolo di Sciaraによって記載された。種小名は海洋学者であるウォルター・ムンクへの献名。

## 形態

両面のイラスト

体は扁平で、頭の側面に目が突出し、腹側に鰓裂がある。体盤の両側には広く尖った胸鰭があり、これを動かして羽ばたくように泳ぐ。頭部には肉質の頭鰭が突き出ており、水中を移動しながら餌を口に流し込むことができる。小さな背鰭を持ち、背鰭の中央は明るい灰色で、縁はより暗い紫がかった灰色である。尾は細長く、尾棘は無い。背面は紫がかった灰色で、腹面は白く、胸鰭の先端は灰色がかる。頭部には首輪のような暗い灰色の縞模様がある。体盤幅は1.1mに達し、タイセイヨウイトマキエイや Mobula kuhlii よりもわずかに小さく、イトマキエイ属の最小種である。雌では体盤幅97cm、雄では98cmで性成熟する。産まれたばかりの個体には臍帯の跡が残っている。

## 分布と生息地
カリフォルニア湾からペルーまでの東太平洋の熱帯海域、ガラパゴス諸島、ココ島、マルペロ島などの沖合の島々の近海に生息する。沿岸の表層付近または海底で見つかることが多く、群れを作ることが多いが、単独または小さな群れで見られることもある。外洋では餌が最も豊富な海面で過ごす。繁殖期に浅瀬に移動した際は、餌の多い海底付近で過ごす傾向にある。回遊を行うと考えられているが、詳細については不明な点が多く、表層の温度差に関係している可能性がある。

## 生態

### 食性

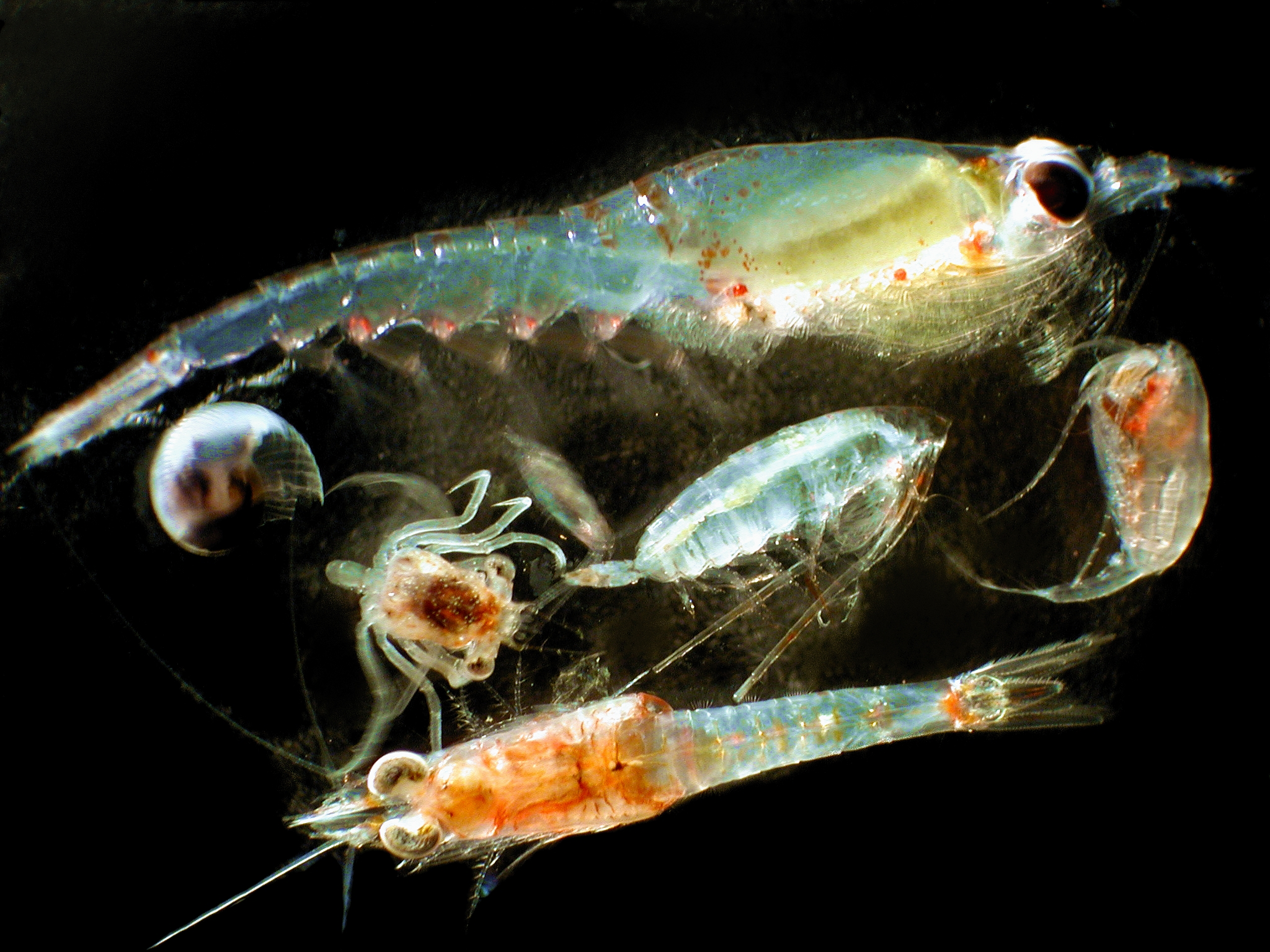
動物プランクトンを捕食する。

プランクトン食者であり、特に動物プランクトンを食べる。その他にもアミ目やオキアミ目を捕食することが知られている。泳ぎながら口を開けて海水を吸い込み、海水は鰓から流れ出る。鰓は小さな粒子を濾過し、水中の酸素を吸収する。鰓には濾過摂食の為に葉状の部分が存在する。上皮細胞に沿って粘液を分泌する杯細胞を多数持っており、摂食に役立つ。大規模な湧昇域でよく見られ、動物プランクトンが最も豊富な浅い砕波帯を好む。

### 繁殖と成長

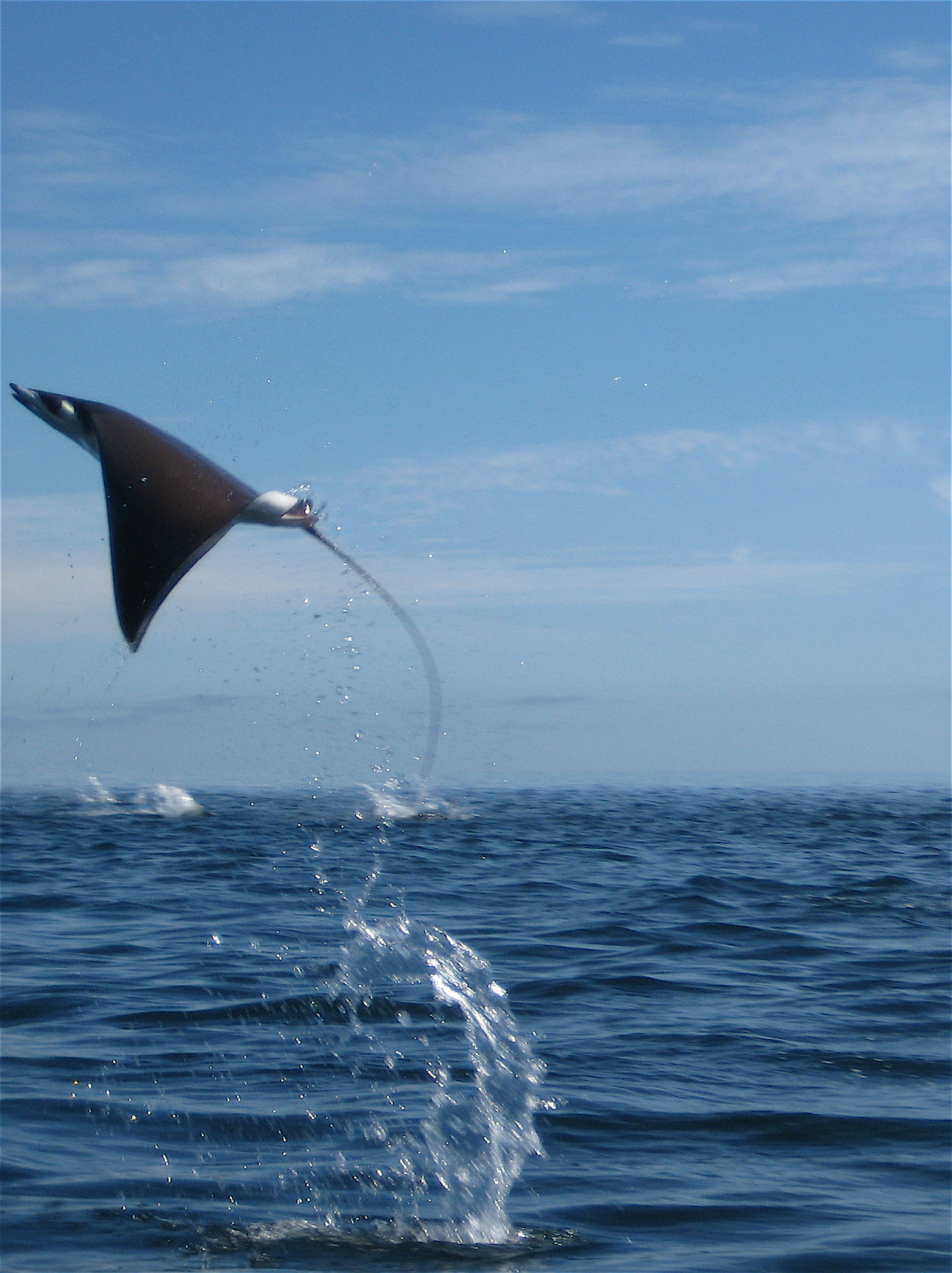
水面から2mほど飛ぶ

繁殖の際には何時間も時計回りに動き、群れが大きな渦を形成する。これにより、潜在的な配偶者を評価すると考えられている。雄は興味のある雌を見つけると、雌の胸鰭を噛もうとする。この行動は軟骨魚類に共通しており、交尾を求める合図となる。雌は胸鰭を上げることで、望まない求愛を防ぐことが出来る。繁殖は通常3-8月の間に行われ、5月にピークを迎える。
卵胎生であり、卵は母親の体内で孵化する。一回の繁殖期で産まれる卵は1個のみで、他の板鰓類に比べて出生率が低い。低い繁殖力を補うため、組織栄養型胎生を行う。仔魚は卵黄で養われ、後に子宮内の分泌液から栄養を受け取る。これにより、胚は必要な栄養素を受け取ることができるが、不要な栄養素が多すぎると、発育障害や成長不良につながる可能性がある。出生時の体盤幅は約35-43.3cmと推定される。
水温など、幼魚の生存の可能性を高める特定の条件がある。水温が高ければ幼魚の代謝と成長が加速し、脆弱な状態にある時間を短縮すると考えられる。幼魚はほとんどの場合、暖かい海域の浅い沿岸で見つかる。

## 人との関わり
大規模な群れを作ること、また海面から飛び出すという独特な習性から、シュノーケリングなどの観察対象として人気である。

### 脅威と保全
国際自然保護連合のレッドリストでは、危急種と評価されている。人間にとってそれほど価値がないため、個体数の減少は人間の意図的な行動に起因するものではない。しかし本種に高い価値があると考える人々も存在している。「mantarraya tacos」と呼ばれる料理にその肉が使われている。アジアの一部では、本種の鰓が毒や病気に効くと考えられている。これを裏付ける証拠はないが、鰓は今でも高値で取引され続けている。
本種を対象とした漁業は存在せず、混獲が主な脅威となっている。成魚が混獲される可能性が高く、個体数の増加を妨げる要因となっている。繁殖地が沿岸付近の浅瀬にあるため、沿岸の開発、騒音、化学汚染、生息地の喪失、船舶との衝突の影響を受けやすい。繁殖力の低さ、繁殖周期の長さ、摂食形態も相まって、汚染物質の影響を受けやすくなっている。群れを作って移動するため、刺網やトロール網で一度に大量に捕獲される可能性もある。これらの要因により、本種に対する懸念が増加している。
移動性野生動物種の保全に関する条約、絶滅のおそれのある野生動植物の種の国際取引に関する条約、全米熱帯まぐろ類委員会強化条約、その他多くの国際法および国内法によって保護されている。しかしイトマキエイ類は形態的に類似しているため混同されることが多く、特定の種に対する保全措置を正しく施行することは困難である。本種に対する施行を支援するため、種を正しく識別し、位置を特定するための研究が行われている。この研究には、小規模漁業で捕獲されるイトマキエイ類の割合をより正確に評価できるDNAバーコーディングが含まれる。技術と環境意識の進歩により、個体数が安定することが期待されている。